# Anisopagurus bartletti
Anisopagurus bartletti is een tienpotigensoort uit de familie van de Paguridae. De wetenschappelijke naam van de soort is voor het eerst geldig gepubliceerd in 1880 door Alphonse Milne-Edwards.